# 宋攻陈之战
宋攻陈之战，發生於春秋时期，宋国攻打陈国的戰爭。
公元前681年，宋国违背了齐桓公主持北杏之会的盟约。前680年春，齐国、陈国、曹国联军进攻宋国。齐国请求成周出兵。夏，周王室派单伯带兵同诸侯相会。与宋国讲和后回国。前634年，宋国因为曾对晋文公表示友善，所以背离楚国而靠拢晋国。冬，楚成王派令尹子玉、司马子西领兵攻打宋国，包围缗地。前633年冬，楚成王和陈穆公、蔡庄侯、郑文公、许僖公包围宋国。宋国的公孙固到晋国报告情况。次年，晋文公为援救宋国，与楚国爆发了城濮之战，晋国胜利后，践土之盟成为中原霸主。前617年，陈共公、郑穆公在息地会见楚穆王。冬季，三国国君和蔡庄侯一起领兵驻扎在厥貉，准备攻打宋国。前611年，宋昭公被弑，宋文公即位。前610年春，晋国荀林父、卫国孔达、陈国公孙宁、郑国石楚联军攻打宋国，质问宋国弑君？”但他们改变初衷，还是立了宋文公而回国。。
前600年，为了准备攻打不听从晋国的国家，晋成公、宋文公、卫成公、郑襄公、曹文公在扈地会见。陈灵公没有参加，晋国的荀林父率领诸侯的军队进攻陈国。晋成公在扈地去世，荀林父便率兵回国。前597年，晋楚邲之战后，晋国的原縠、宋国的华椒、卫国的孔达和曹国人在清丘结盟，表示“恤病讨贰”（周济困难之国，讨伐三心二意之国）。宋国为了盟约的缘故，进攻此时倒向楚国的陈国。卫军救援陈国，孔达说：“先君有约，若大国讨，我则死之。”卫国孔达救援陈国，得罪了晋国。前595年春，孔达自缢而死。
由于陈国轻视宋国，前556年春，宋平公派庄朝进攻陈国，俘虏了陈哀公的大夫司徒卬。